# Nepenthes bicalcarata
Nepenthes bicalcarata Hook.f., 1873 è una pianta carnivora della famiglia Nepenthaceae, endemica del Borneo, dove cresce a 0–950 m.

## Morfologia

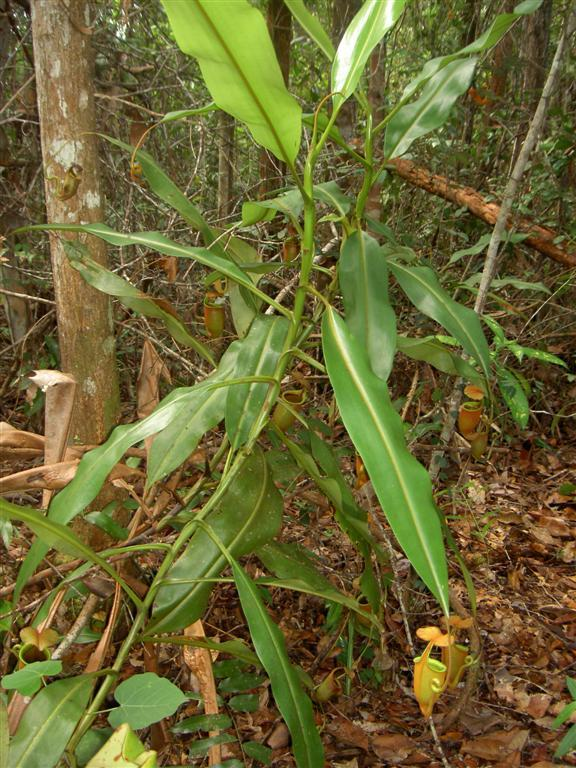
N. bicalcarata con ascidi superiori

Le piante di N. bicalcarata sono le più grandi del genere Nepenthes, raggiungendo l'altezza di circa 20 m. Lo stelo, cilindrico, è più sottile di quello delle altre specie e può raggiungere un diametro di circa 3,5 cm. Gli internodi possono essere lunghi fino a 40 cm. Le piante mature sono glabre, sebbene dei peli caduchi siano presenti sulle parti giovani e sulle infiorescenze.
Le foglie sono picciolate e coriacee. La lamina è di forma obovata-lanceolata e raggiunge grandi dimensioni, potendo crescere fino a 80 cm in lunghezza e 12 cm in larghezza. Essa presenta venature longitudinali indistinte e diverse venature pennate. I viticci sono lunghi fino a 60 cm e larghi fino ad 8 mm..

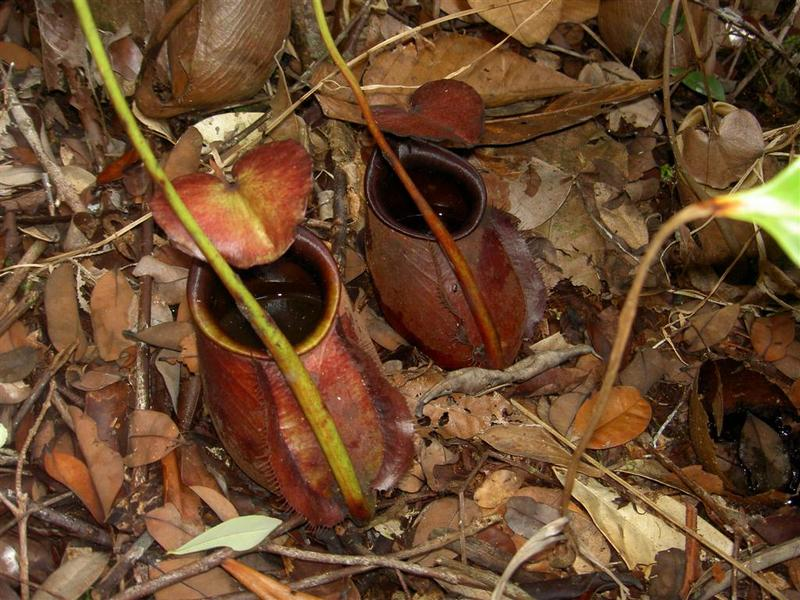
Ascidi inferiori

Nonostante le grandi dimensioni della pianta, gli ascidi sono relativamente piccoli. Essi possono avere un volume di più di un litro e crescere fino a 25 cm di altezza e 16 cm di larghezza. L'opercolo è reniforme e non ha appendici. Alla sua base si trova uno sperone non ramificato lungo meno di 15 mm.
Nella parte superiore del peristoma sono presenti due spine affilate lunghe fino a 3 cm, una peculiarità unica nel genere, che ha reso la specie molto conosciuta e da cui il nome deriva. Le ali degli ascidi inferiori sono larghe meno di 15 mm. Quelle degli ascidi superiori sono ridotte a piccole nervature. Il peristoma è appiattito e curvato verso l'interno dell'ascidio, e su di esso sono presenti denti piccoli ma distinti.
L'infiorescenza è panicolata. Il peduncolo dell'infiorescenza maschile può essere lungo fino a 40 cm, il rachide fino a 1 m di. L'infiorescenza femminile generalmente raggiunge dimensioni minori. I panicoli sono lunghi fino a 40 mm e portano fino a 15 fiori. I sepali sono obovati o lanceolati e lunghi fino a 4 mm.
Poiché N. bicalcarata non varia molto all'interno del suo areale, non sono stati descritti taxa infraspecifici.

## Carnivorosità
Le due spine presenti sotto l'opercolo di N. bicalcarata sono esclusive di questa specie e possiedono alcune delle più grandi ghiandole nettarifere di tutto il regno vegetale. Lo scopo di queste strutture è stato dibattuto a lungo dai botanici. Frederick William Burbidge propose che servissero come deterrente per mammiferi arboricoli come Tarsidi, Lorisidi e scimmie, che rubano le prede dall'ascidio. In un articolo pubblicato nel 1982, Cliff Dodd fece delle ipotesi sulla funzione delle spine, ma non credeva che esse servissero per la cattura delle prede. Charles Clarke osservò che scimmie e Tarsidi rompono gli ascidi per nutrirsi da essi, piuttosto che utilizzare la loro apertura. Ad ogni modo, egli osservò anche che i mammiferi attaccavano gli ascidi di N. bicalcarata meno frequentemente di quelli delle altre specie. Queste osservazioni lo portarono a pensare che le spine probabilmente servono ad attirare gli insetti, che posandosi su di esse perdono l'equilibrio e cadono all'interno dell'ascidio.
Un sistema di cattura simile è utilizzato da N. lingulata, che possiede una singola appendice filiforme posizionata sulla bocca dell'ascidio, benché la base di questa appendice sia sull'opercolo e non sul peristoma come in N. bicalcarata.

## Associazione con le formiche
Nepenthes bicalcarata ospita alcune specie di formiche che si annidano all'interno dei suoi viticci. Descritte come Camponotus schmitzi nel 1933, fanno parte del genere estremamente numeroso e diffuso delle formiche carpentiere.

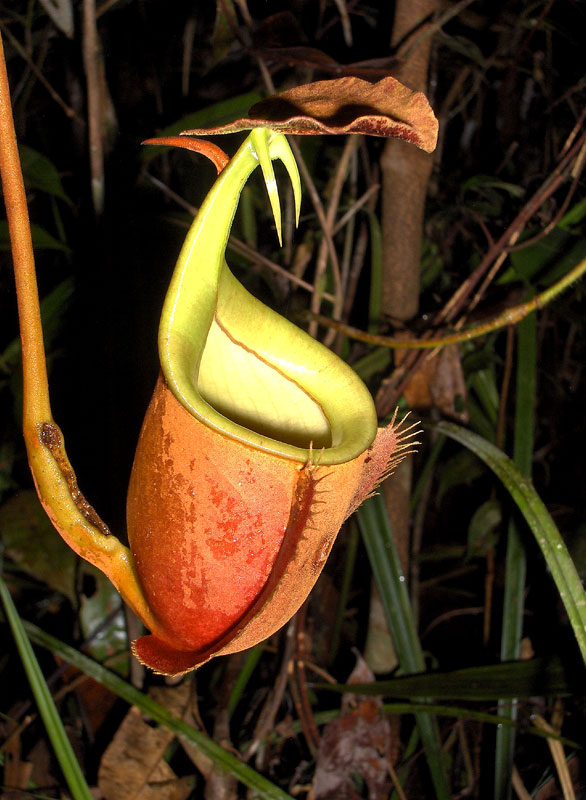
Ascidio superiore con viticcio rigonfio e colonizzato da Camponotus schmitzi

Questa interazione esclusiva pianta-animale era già stata osservata nel 1880 da Burbidge. Nel 1904, Odoardo Beccari ipotizzò che le formiche si nutrissero degli insetti che si trovavano attorno alla pianta e che esse stesse potessero diventare delle prede. Nel 1990, B. Hölldobler e E.O. Wilson proposero che N. bicalcarata e C. schmitzi formassero un'associazione mutualistica. Fino ad allora comunque non esisteva nessuna osservazione sperimentale che supportasse questa teoria. Una serie di osservazioni ed esperimenti condotti nel Brunei da Charles Clarke nel 1992 e nel 1998 e da Clarke e Kitching nel 1993 e 1995 supportarono fortemente l'ipotesi del mutualismo, collocando N. bicalcarata tra le piante mirmecofile.
Le formiche si cibano scendendo verso il fluido dell'ascidio e catturando gli artropodi predati dalla pianta. Esse sembrano ignorare gli insetti più piccoli e predano solo quelli di una certa dimensione. Il trasporto del cibo dal liquido dell'ascidio al suo peristoma può durare fino a 12 ore. Il contenuto degli ascidi viene quindi controllato, in modo che la materia organica non si accumuli e non vada in putrefazione. Se ciò avvenisse, porterebbe alla morte dei simbionti delle nepenthes (da cui la pianta trae beneficio) e talvolta anche dell'ascidio stesso.
Ricerche condotte da Dennis e Marlis Merbach hanno dimostrato che C. schmitzi protegge N. bicalcarata dalla distruzione degli ascidi da parte dei coleotteri curculionidi del genere Alcidodes.
Le formiche sembrano preferire gli ascidi superiori e raramente colonizzano quelli inferiori. Probabilmente ciò è dovuto al fatto che le trappole terrestri vengono periodicamente sommerse dall'acqua durante i temporali e l'allagamento dei nidi porterebbe alla morte di uova, larve e pupe.
Le C. schmitzi nidificano solamente all'interno dei viticci di N. bicalcarata e raramente si trovano su altre piante. Questa specie di formica è completamente dipendente dalla pianta, sia per il cibo, sia per la riproduzione. Nepenthes bicalcarata è invece in grado di sopravvivere e riprodursi anche senza la presenza delle formiche. Si tratta quindi di mutualismo facoltativo. Nonostante ciò, sono poche le piante non colonizzate che superano i 2 metri di altezza.
John Thompson ipotizza che N. bicalcarata possa essere l'unica specie di pianta che ottiene i nutrienti sia mediante la cattura degli insetti, sia ospitando le formiche.

## Distribuzione e habitat

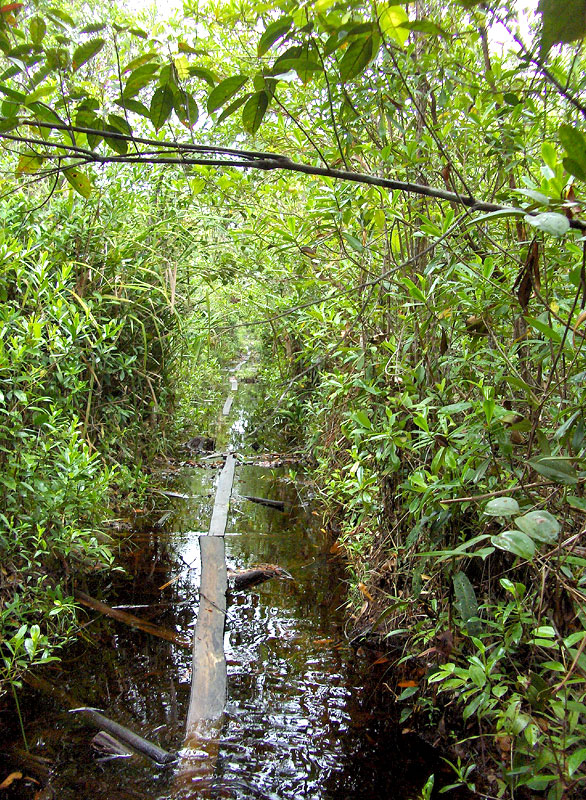
Habitat naturale di N. bicalcarata

Nepenthes bicalcarata è endemica del Borneo. È molto comune nelle torbiere della costa occidentale dell'isola, tra Sarawak, Sabah, Kalimantan e Brunei. Spesso cresce all'ombra di Dipterocarpaceae del genere Shorea (S. albida).
Questa specie presenta un sistema radicale poco profondo, che penetra solo nella parte più superficiale della torba e della lettiera di foglie, fino ad una profondità di circa 25 cm. Al di sotto il substrato è reso tossico dall'alta concentrazione di tannini ed alcaloidi.
Nepenthes bicalcarata generalmente vive al di sotto dei 300 m, sebbene H. Hallier nel 1894 abbia trovato esemplari tra i 700 ed i 950 m.

## Ibridi naturali

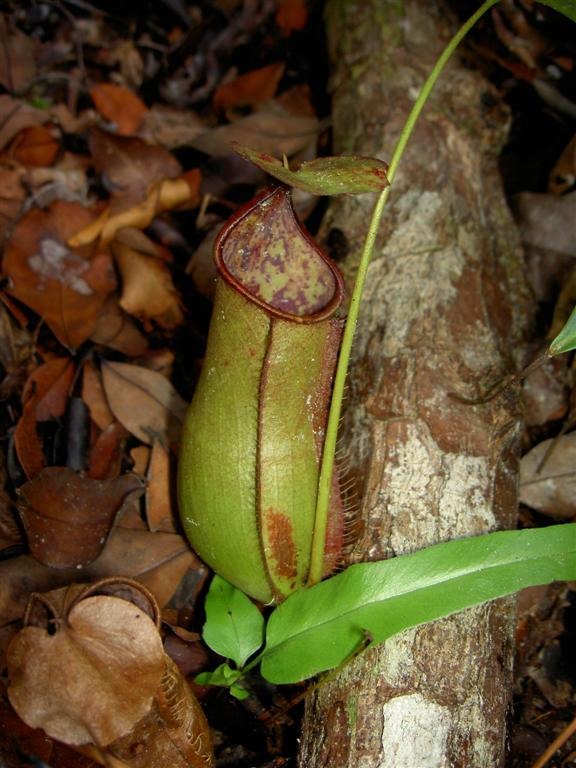
Ascidio inferiore di Nepenthes × cantleyi

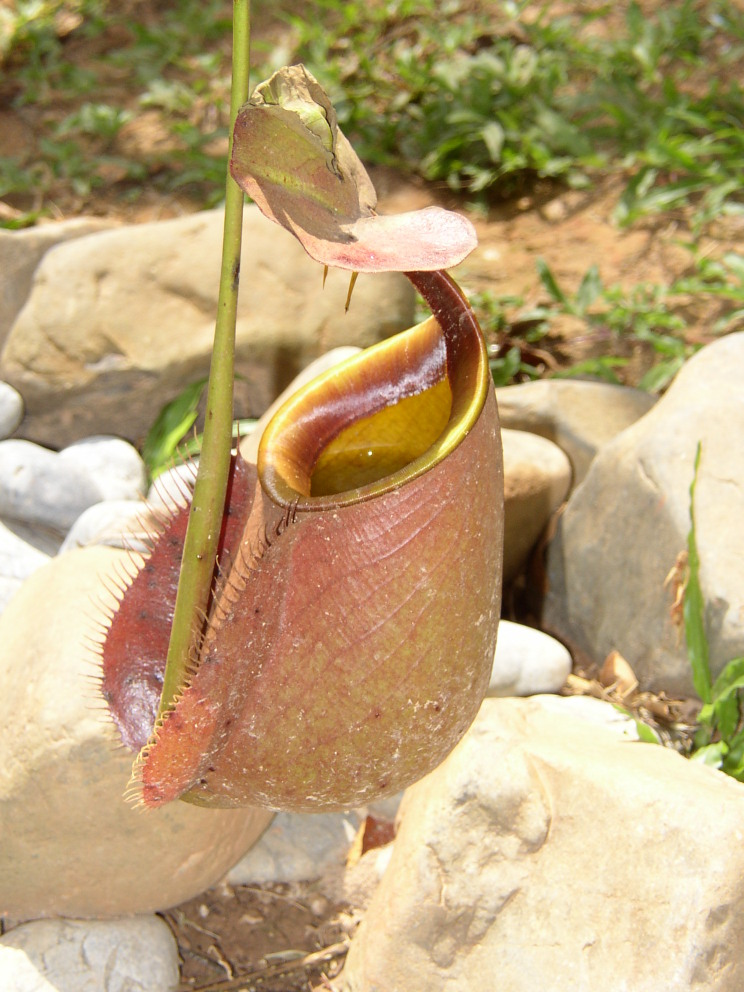
Un ascidio inferiore di una pianta coltivata a Kuching, nel Sarawak

Sono stati riscontrati i seguenti ibridi naturali di N. bicalcarata:
- N. ampullaria × N. bicalcarata[3]
- (N. ampullaria × N. gracilis) × N. bicalcarata [=N. × trichocarpa × N. bicalcarata]
- N. bicalcarata × N. gracilis [=N. × cantleyi][3]
- N. bicalcarata × N. mirabilis var. echinostoma[3]
- N. bicalcarata × N. rafflesiana[3]
- ? (N. bicalcarata × N. rafflesiana) × N. mirabilis var. echinostoma[3]

Nessuno di questi ibridi è colonizzato da C. schmitzi.
N. ampullaria × N. bicalcarata
Poiché N. ampullaria e N. bicalcarata sono spesso simpatriche in natura, non deve sorprendere il fatto che esse occasionalmente si ibridino. In Brunei sono noti diversi esemplari di questo ibrido naturale, che è stato riconosciuto per la prima volta da Mitsuru Hotta nel 1966.
Gli ascidi possiedono le spine caratteristiche di N. bicalcarata, anche se sono di taglia fortemente ridotta. La bocca dell'ascidio è circolare e l'opercolo è ovale. Questo ibrido per certi versi è simile a N. × hookeriana, ma a differenza di questo, presenta le spine sulla parte inferiore dell'opercolo ed un ascidio superiore più globoso e con un opercolo più piccolo.
Gli ascidi qerei di N. ampullaria × N. bicalcarata sono dominati generalmente dalle caratteristiche di N. ampullaria. Sono spesso molto piccoli ed incapaci di funzionare in modo normale.
(N. ampullaria × N. gracilis) × N. bicalcarata
Rob Cantley scoprì questo raro ibrido nelle foreste di pianura del Brunei. Produce piccoli ascidi macchiettati, con spine di dimensioni ridotte poste sotto l'opercolo. La pianta ha un aspetto intermedio tra N. × trichocarpa e N. bicalcarata.
N. bicalcarata × N. gracilis
Questo ibrido è stato chiamato N. × cantleyi da Rob Cantley. La morfologia dell'ascidio ricorda molto da vicino N. bicalcarata, sebbene il peristoma sia più simile a quello di N. gracilis. Le spine caratteristiche di N. bicalcarata sono fortemente ridotte e sono presenti solo come piccoli rigonfiamenti. La pianta somiglia a N. gracilis, con lo stelo che si accresce lungo il substrato. Cresce in aree sabbiose e aperte. Il fluido dell'ascidio non è fortemente acido come quello di N. gracilis, in cui sono stati misurati valori di pH di 1,82.
N. bicalcarata × N. mirabilis var. echinostoma
Questo ibrido naturale è raro e si trova solo nel Brunei. È molto simile nell'aspetto a N. bicalcarata, dalla quale differisce per la presenza di spine più corte e di un peristoma più largo. Diversamente da N. bicalcarata, vive in aree aperte in substrati sabbiosi.
N. bicalcarata × N. rafflesiana
Questo ibrido relativamente raro ha una forma intermedia tra quelle delle specie parentali.
(N. bicalcarata × N. rafflesiana) × N. mirabilis var. echinostoma
Charles Clarke descrisse un'unica pianta con caratteristiche intermedie tra N. bicalcarata, N. rafflesiana e N. mirabilis var. echinostoma. Si tratta probabilmente di un ibrido complesso, sebbene questo non possa essere provato mediante test genetici.

## Conservazione
La Lista rossa IUCN classifica Nepenthes bicalcarata come specie vulnerabile.

## Coltivazione e cultivar
Nepenthes bicalcarata può essere coltivata come le altre specie del genere Nepenthes, sebbene richieda ambienti particolarmente caldi ed umidi. In condizioni ottimali, questa pianta può crescere abbastanza velocemente per una nepenthes, raggiungendo grandi dimensioni in tempi relativamente rapidi.
Questa specie è stata incrociata artificialmente con N. hirsuta. Una cultivar dagli ascidi particolarmente resistenti di questo ibrido è stata chiamata Nepenthes 'Hortulanus Otten', in onore di Karel Otten, il primo curatore del Giardino Botanico di Gand, in Belgio.
Una cultivar dell'ibrido artificiale N. bicalcarata × N. × dyeriana è stata registrata nel 1988 sotto il nome di Nepenthes 'Nina Dodd', dal nome di una parente di Cliff Dodd, che ha creato l'ibrido.
Due ulteriori cultivar di ibridi artificiali sono Nepenthes 'Bella' ((N. ampullaria × N. bicalcarata) × N. truncata) e Nepenthes 'Rapa' (N. ampullaria × N. bicalcarata). Nessuno dei due nomi è stato ancora registrato ufficialmente.